# Foggy Mountain Breakdown
Foggy Mountain Breakdown est un morceau de musique bluegrass composé par le banjoïste Earl Scruggs et enregistré par son groupe des Foggy Mountain Boys en 1949,. Ce morceau exclusivement instrumental, qui demande une certaine virtuosité d'exécution au banjo, est devenu un standard du répertoire bluegrass très souvent repris et adapté, y compris pour d'autres instruments ; il reste néanmoins associé à la personne et au jeu d'Earl Scruggs.

## Création

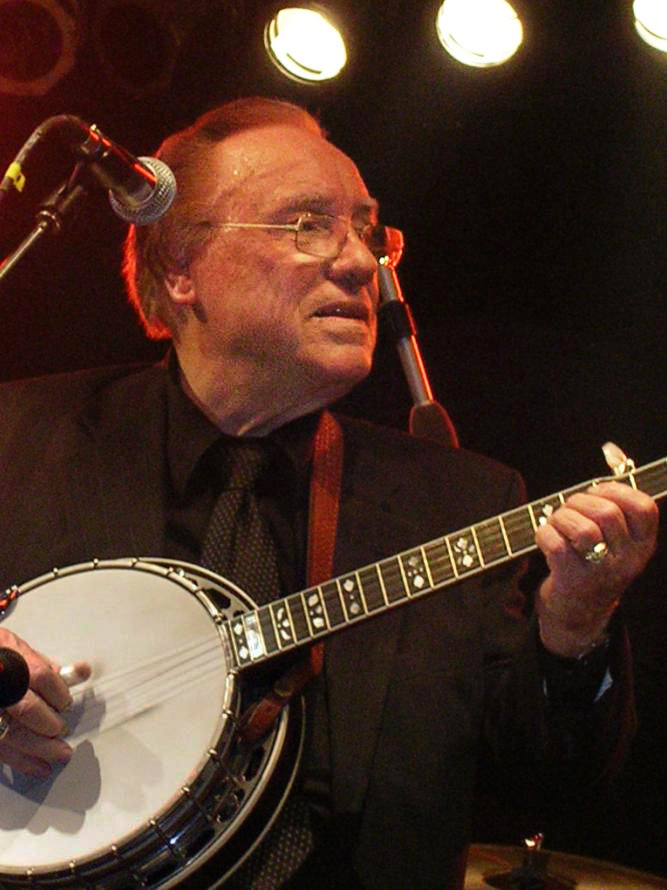
Earl Scruggs en 2005.

Pour l'enregistrement original, Scruggs joue sur un banjo cinq cordes Granada de la marque Gibson.
Un lien est facilement perceptible avec le morceau Bluegrass Breakdown, attribué à Bill Monroe mais à l'écriture duquel Earl Scruggs a largement participé. L'ouverture en double hammer-on est identique dans les deux morceaux, mais Bluegrass Breakdown poursuit en Fa majeur tandis que Foggy Mountain Breakdown descend à la relative mineure du Sol, c'est-à-dire un accord de Mi mineur. L'élément le plus reconnaissable de cet air réside dans le glissement effectué sur la quatrième corde, de la première à la deuxième case pour parvenir à l'accord de Mi mineur.

## Succès et reprises
Le morceau est utilisé en 1967 dans la bande originale du film Bonnie and Clyde d'Arthur Penn, notamment dans les scènes de poursuite en voiture. On le retrouve dans ce même type de contexte dans de nombreux autres films ou séries télévisées, surtout quand la scène de poursuite se déroule dans un cadre rural.
En 1968, Foggy Mountain Breakdown entre au hit-parade américain à la fois pour l'enregistrement de 1949 chez Mercury et pour une nouvelle version produite chez Columbia, allant jusqu'à la place de 55e du classement des meilleures ventes.
Earl Scruggs reçoit un Grammy Award en 2002 pour un enregistrement historique du morceau effectué en 2001, accompagné notamment de Steve Martin au deuxième banjo, Albert Lee, Travis Tritt et Vince Gill aux guitares, Marty Stuart à la mandoline, Paul Shaffer au piano.
C'est l'un des 50 morceaux sélectionnés par la Bibliothèque du Congrès en 2004 pour intégrer le Registre national des enregistrements (National Recording Registry).